# Ferăstrău pentru beton

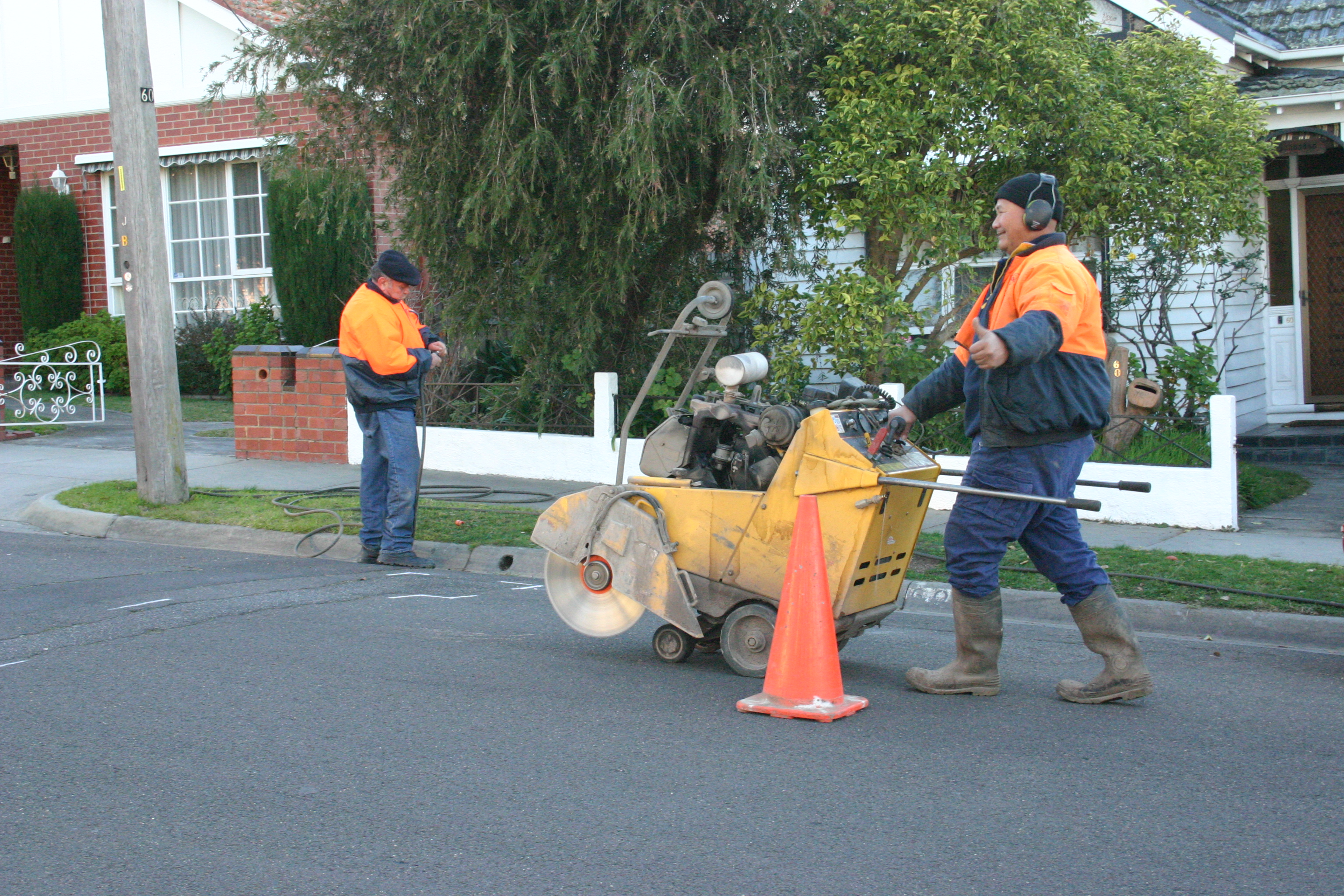
Un fierăstrău pentru beton pregătit să fie folosit

Ferăstrăul pentru beton, este un instrument mecanizat, care se folosește pentru a tăia elemente din beton, asfalt dur etc. (în engleză cunoscut ca consaw).
Pentru tăierea blocurilor de beton se folosește un ferăstrău circular cu dinți vidia sau diamant artificial;  discurile tăietore din oțel au dinți  căliți pentru avea o mare duritate și rezistență.
Ferăstraiele pentru beton pot fi acționate de un motoare cu ardere internă, motoare electrice, sau cu aer compresat. Datorită căldurii generate prin frecare la tăierea materialelor dure, cum ar fi betonul, au nevoie de răcire permanentă cu apă.

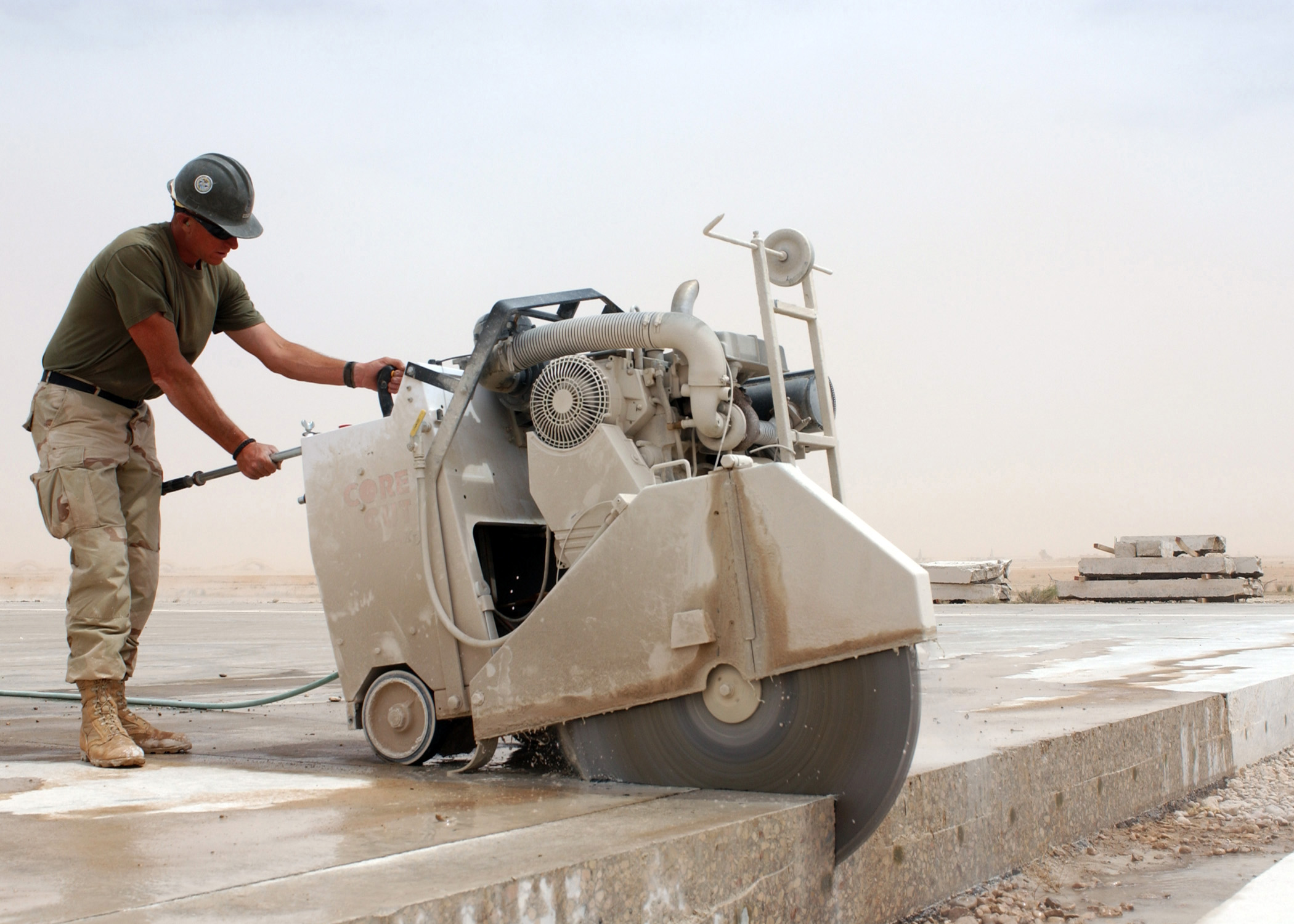
Un ferăstrău pentru beton în plină activitate